# Parfen'evo
Parfen'evo (in russo Парфеньево?) è un villaggio della Russia europea centro-settentrionale, situato nella oblast' di Kostroma. È il centro amministrativo del rajon Parfen'evskij.
Si trova sul fiume Neja, 197 km a nord-est della città di Kostroma.